# Edouard Dequesne
François Joseph Edouard Dequesne (Beaumont, 4 februari 1805 - 12 maart 1871) was een Belgisch volksvertegenwoordiger.

## Levensloop
Dequesne was een zoon van koopman en vrederechter Antoine Dequesne en van Maximilienne Polchet. Hij bleef vrijgezel.
Na middelbare studies aan het atheneum van Doornik, studeerde hij rechten in Parijs.
Hij werd tweemaal liberaal volksvertegenwoordiger voor het arrondissement Thuin:
- van 1835 tot 1839,
- van 1849 tot 1856.

Tussen de beide parlementaire periodes was hij in 1840-1841 directeur van de administratie openbaar onderwijs, letteren, wetenschappen en kunsten op het Ministerie van Openbare Werken. Benoemd door Charles Rogier solidariseerde hij zich met hem, toen het ministerie Joseph Lebeau ten val kwam, en nam ontslag.
Hij was ook burgemeester van Beaumont (1851-1860).